# 渋沢成一郎
渋沢 成一郎（しぶさわ せいいちろう、1838年7月30日〈天保9年6月10日〉 - 1912年〈大正元年〉8月30日）は、幕末から明治期の日本の実業家、豪農、攘夷運動家、武士。諱は英明、号は廬陰。成一郎は武士身分だった時代の名乗り（通称）。旧名及び明治以降は渋沢喜作（しぶさわ きさく）を名乗った。族籍は東京府平民。
幕末に従弟の渋沢栄一らとともに攘夷運動をしていたが、後に一橋家に召し抱えられて徳川慶喜に仕える。鳥羽・伏見の戦い後、彰義隊を結成し頭取となるも副頭取天野八郎との対立で脱隊。その後振武軍を組織して官軍に抗するも敗北、箱館で敗北した後に官軍に逮捕された。1871年の出所後、渋沢栄一の推挙で大蔵省に出仕。1873年に出張先のイタリアから帰国後に退官して小野組に入社、同社破産後渋沢栄一の援助で渋沢商店を創立。東京深川で回米問屋、神奈川横浜で生糸売込問屋を経営した。東京商法会議所設立発起人、深川正米市場初代総行事、東京商品取引所理事長、大日本人造肥料取締役なども務めた。

## 来歴

### 出自
天保9年（1838年）、武蔵国血洗島村（現埼玉県深谷市血洗島）の農民・渋沢文左衛門（文平）の長男として生まれる。青年に達した成一郎は、尊皇攘夷の志を持った従兄弟の尾高惇忠や渋沢栄一らと共に高崎城乗っ取り計画を計画するも頓挫する。一旦は江戸・京都へ逃れるが、栄一と共に、元治元年（1864年）に一橋家当主一橋慶喜に士分へ取り立てられて仕える。当初は4石1人扶持だったが、一橋家農兵の徴募係として各地の農村との交渉役を経て、その功績が認められ、慶応2年（1866年）に陸軍附調役に昇格して100俵の扶持米が与えられた。そして慶応3年（1867年）に慶喜が将軍になると奥右筆に任じられ、上京している。

### 戊辰戦争
慶応4年（1868年）、戊辰戦争が起こると、鳥羽・伏見の戦いに参戦した。江戸帰還後、将軍警護を主張し、自分と志を同じくする幕臣らを集め、彰義隊を結成し、頭取に就任する。
3月、結城藩の青山隼太らに依頼され、同藩の内紛仲裁のため、織田主膳を隊長とした一隊を結城に派遣した（のちの結城戦争に発展する）。
4月、徳川慶喜が謹慎場所を江戸から水戸へ移すと、上野からの撤退を主張するが、武闘派の副頭取・天野八郎との対立が発生し、彰義隊を脱退した。
脱退後、有志とともに田無に集まり振武軍を結成し、5月11日、武蔵国入間郡飯能（現埼玉県飯能市）の能仁寺に本営を移す。5月23日、大村藩、佐賀藩、久留米藩、佐土原藩、岡山藩、川越藩からなる官軍と戦うが敗戦（飯能戦争）。上州伊香保（現群馬県渋川市）に逃れ、草津に潜伏した後、榎本艦隊に合流する。8月、振武軍の残党と彰義隊の残党が合体し、新たな「彰義隊」を結成、その頭となる。
榎本武揚率いる旧幕府脱走軍とともに蝦夷地に行き、箱館戦争に参戦する。11月5日、勤王派が実権を握り新政府側に付いた松前城を攻撃した際、渋沢が先陣争いの戦闘に参加せず松前城の金蔵から金を持ち出す軍資金確保を優先したことをきっかけに、彰義隊は渋沢派と反渋沢派に分裂する。榎本武揚が仲裁に乗り出し、渋沢派は小彰義隊となり、渋沢が頭取に就任した。
箱館戦争終結直前の明治2年（1869年）5月15日に旧幕府軍を脱走、湯の川方面に潜伏したが、1か月後の6月18日、出頭・投降した。その後、東京の軍務官糾問所に投獄されている。

### 明治以降
渋沢栄一を身元引受人として赦免されて後、幼名だった喜作を再び名乗り、栄一の仲介で大蔵省に入る。出仕後、近代的な養蚕製糸事業の調査のためヨーロッパに渡航する。帰国後の明治6年（1873年）に栄一にならい大蔵省を退職。

#### 廻米問屋
明治6年（1873年）栄一の推薦を得て小野組に入るが、翌年小野組が破綻。明治8年（1875年）深川に居を構え、自ら渋沢商店（屋号：マルキ）を開業。貢租の金納化により混乱していた米穀物流の再編に栄一と協力して取り組む。主に小野組が商圏としていた上信奥羽の米産地から東京への廻米、委託販売を行うほか、荷為替決済や運送保険の制度創設にも取り組んだ。明治11年（1878年）栄一の東京商法会議所設立には発起人として参加。明治14年（1881年）には米相場急落で損失を被るが、栄一の援助を得て凌ぐことになる。明治15年（1882年）栄一の深川・横浜での日本最初の倉庫会社創設にも協力するが、明治16年（1883年）栄一の勧めで家督を長男の作太郎に譲り、長男作太郎を渋沢商店店主とする。後の明治30年（1897年）栄一が深川自邸倉庫を中心に澁澤倉庫部を創業する際に、作太郎は渋沢商店の深川にあった倉庫を現物出資して協力し、業務は横浜での生糸商に集中することになる。
一方で、明治17年（1884年）米相場の投機的な乱高下の弊害を除きたい政府は、喜作と他の有力廻米問屋５人に対し、米取引の正常化への取り組みを委嘱する。隠居の身ながら、喜作が中心となって深川廻米問屋組合を組織。明治19年（1886年）同組合が深川佐賀町に米の現物市場として深川正米市場を創設。喜作は初代の総行事（理事長）となる。

#### 生糸商
明治13年（1880年）渋沢商店の本店横浜には生糸部が置かれていた。当時の日本の主要輸出品であり、喜作自身が渡欧してその事情にも詳しいことから、生糸の輸出貿易や委託販売を行っていた。明治14年（1881年）同業生糸商の便を図るため、聯合生糸荷預所の開設にも尽力。明治16年（1883年）の隠居後も商売には係わっており、明治20年（1887年）頃、生糸輸出で受取る洋銀の邦貨への換金取引で多大な損失を被ることになってしまった。そこで再び栄一の援助を受けることになるが、明治22年（1889年）栄一は援助の条件として、喜作に対し相場変動の激しい米・生糸取引の第一線からの引退を勧告、喜作はこれに従い、明治23年（1890年）家督を継いだ作太郎から分家して一家を創設、渋沢商店の経営から完全に離れた。

#### 財界活動
明治20年（1887年）高峰譲吉の東京人造肥料会社設立に際して、栄一と共に設立委員に就任。明治27年（1894年）北海道製麻株式会社設立にも関与。明治29年（1896年）東京商品取引所理事長に就任。明治30年（1897年）栄一と共同で十勝開墾合資会社設立、初代社長に就任。

#### 財界引退
明治36年（1903年）全ての公職から引退。白金台の邸宅（現八芳園）で余生を送る。喜作から渋沢商店を継いだ長男の作太郎と二男の義一（明治43年（1910年）作太郎が病没して家督を継ぐ）が、栄一の指導のもとで事業を発展させ、渋沢商店を生糸貿易で茂木、原と並ぶ横浜屈指の生糸商に成長させ、横浜財界で重きをなした。喜作は義一の活躍に満足しつつ、大正元年（1912年）8月30日、75歳で死去した。喜作に世話になった多くの米穀商、生糸商が弔意を表したと伝わる。墓所は祐天寺。

## 家族・親族
横浜澁澤家

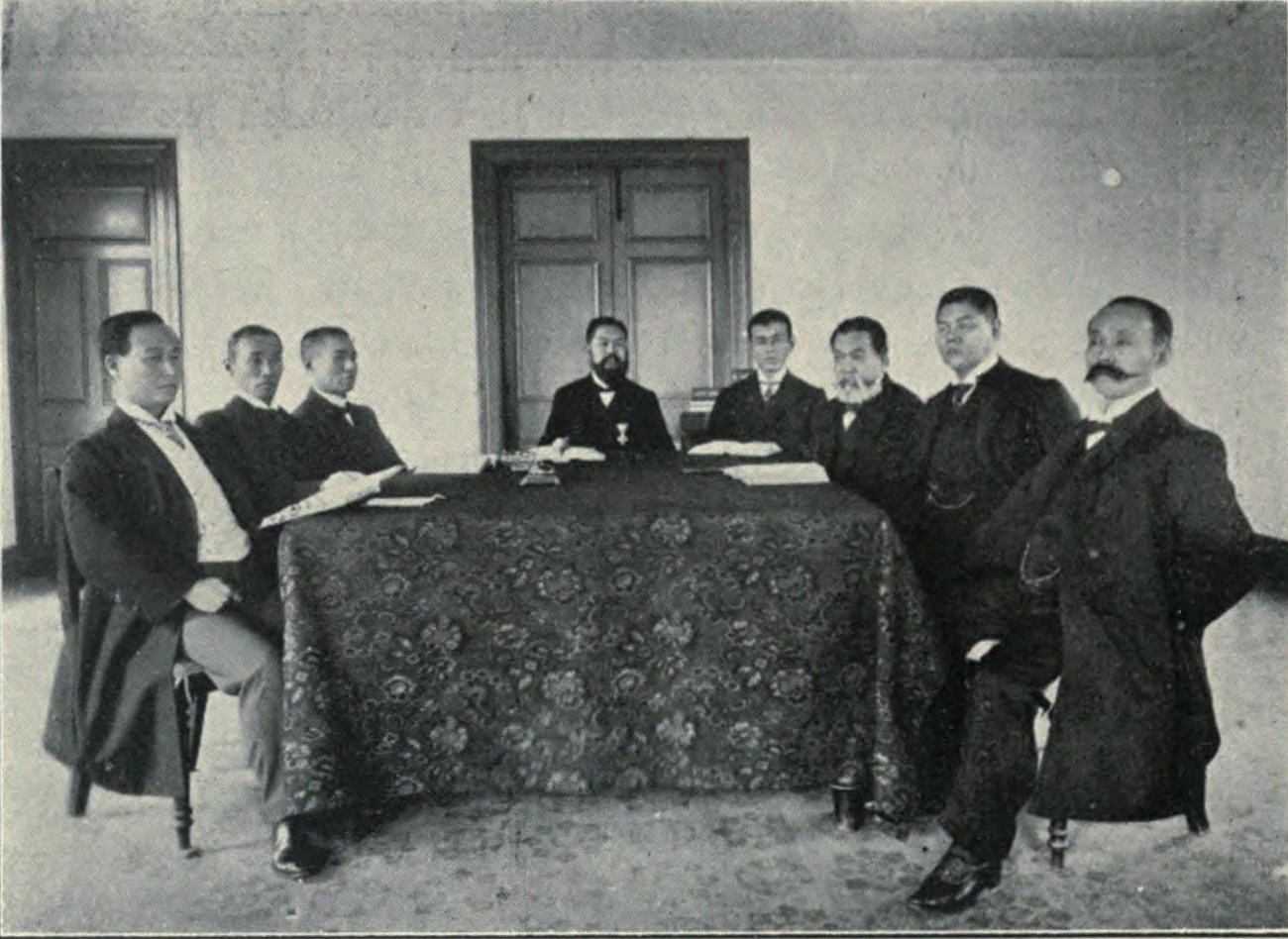
横浜取引所（1894年設立）の渋沢作太郎（左から3番目）。その右は2代目若尾幾造

- 妻・よし（1840年 - 1916年）- 埼玉、福田立志の二女[1][3]
- 長男・渋沢作太郎（1861年 - 1910年）- 渋沢商店を継ぐ、横浜生糸商として発展、他に横浜生糸取引所理事、横浜火災海上運送保険取締役を務めた。[3]
- 二男・渋沢仁之助（1868年 - ?）- 千葉勝五郎の婿養子となる[3]
- 三男・渋沢義一（1879年 - 1950年） - 長兄作太郎から渋沢商店を継ぎ、他に横浜火災海上運送信用保険、横浜取引所、澁澤倉庫の取締役、横浜商工会議所副会頭務めた。
- 四男・渋沢信一（1898年 - 1983年）- 外交官
- 玄孫・渋沢真知子（1975年  -）棋士[7]

親族
- 従弟・渋沢栄一 - 父・文左衛門の弟・元助（市郎右衛門）の子[8]

## 登場作品
- 小説
  - 城山三郎『雄気堂々』（新潮文庫）
  - 司馬遼太郎『彰義隊胸算用』（『幕末』収録、文春文庫）
  - 東郷隆『血痕』（『我餓狼と化す』収録、実業之日本社文庫）
- テレビドラマ
  - 『雲を翔びこせ』（1978年、TBS、演：武田鉄矢）
  - 『雄気堂々 若き日の渋沢栄一』（1982年、NHK、演：柴俊夫）
  - 『青天を衝け』（2021年、NHK大河ドラマ、演：高良健吾）